# Ethoxygruppe
| Ethoxygruppe |
| Verschiedene Schreibweisen der blau-markierten Ethoxygruppe (R = Organylgruppe, z. B. Alkylgruppe).                                                                                             |
| Beispiele von Molekülen mit einer blau-markierten Ethoxygruppe, oben, von links nach rechts Ethanol und tert-Butylethylether, unten Essigsäureethylester (Ethylacetat) und ein Ethoxylat-Anion. |

Die Ethoxygruppe (altertümlich Äthoxylgruppe) ist eine der einfachsten Atomanordnungen in der organischen Chemie, die eine Ethylgruppe um ein Heteroatom (Sauerstoff) ergänzt.
Die Formel des Substituenten lautet –OC2H5, teilweise auch als –OEt geschrieben.
Die Ethoxygruppe ist keine eigenständige chemische Substanz, sondern stets Teil eines größeren Moleküls (siehe Abbildung). Das kleinste Molekül mit dieser Gruppe ist Ethanol, welches aber meist als Alkohol mit einer Hydroxygruppe klassifiziert wird.

## Eigenschaften
Wird ein Wasserstoffatom in einem Alkan durch eine Ethoxygruppe ersetzt, erhöht sich die Polarität und die Reaktivität. So werden Ether mit wässrigen Säuren bei höheren Temperaturen in Alkohole gespalten.
Eine Ethoxygruppe hat als Erstsubstituent einen mäßig aktivierenden und einen ortho (neben) oder para (gegenüber) dirigierenden Effekt bei der elektrophilen aromatischen Substitution.

## Quantitative analytische Bestimmung
Zur quantitativen analytischen Bestimmung von Ethoxygruppen wird eine Probe der zu untersuchenden Substanz durch überschüssige Iodwasserstoffsäure auf ca. 100 °C erwärmt und das entstehende Iodethan abdestilliert. Letzteren wird zu einer ethanolischen Lösung Silbernitrat gegeben und das infolge der Hydrolyse des Iodalkans entstehende Silberiodid gravimetrisch bestimmt.